# شهرستان واننیان
شهرستان واننیان (به لاتین: Wannian County) یک شهرستان‌های جمهوری خلق چین در چین است که در شانگراو واقع شده‌است.